# Boeing 367-80

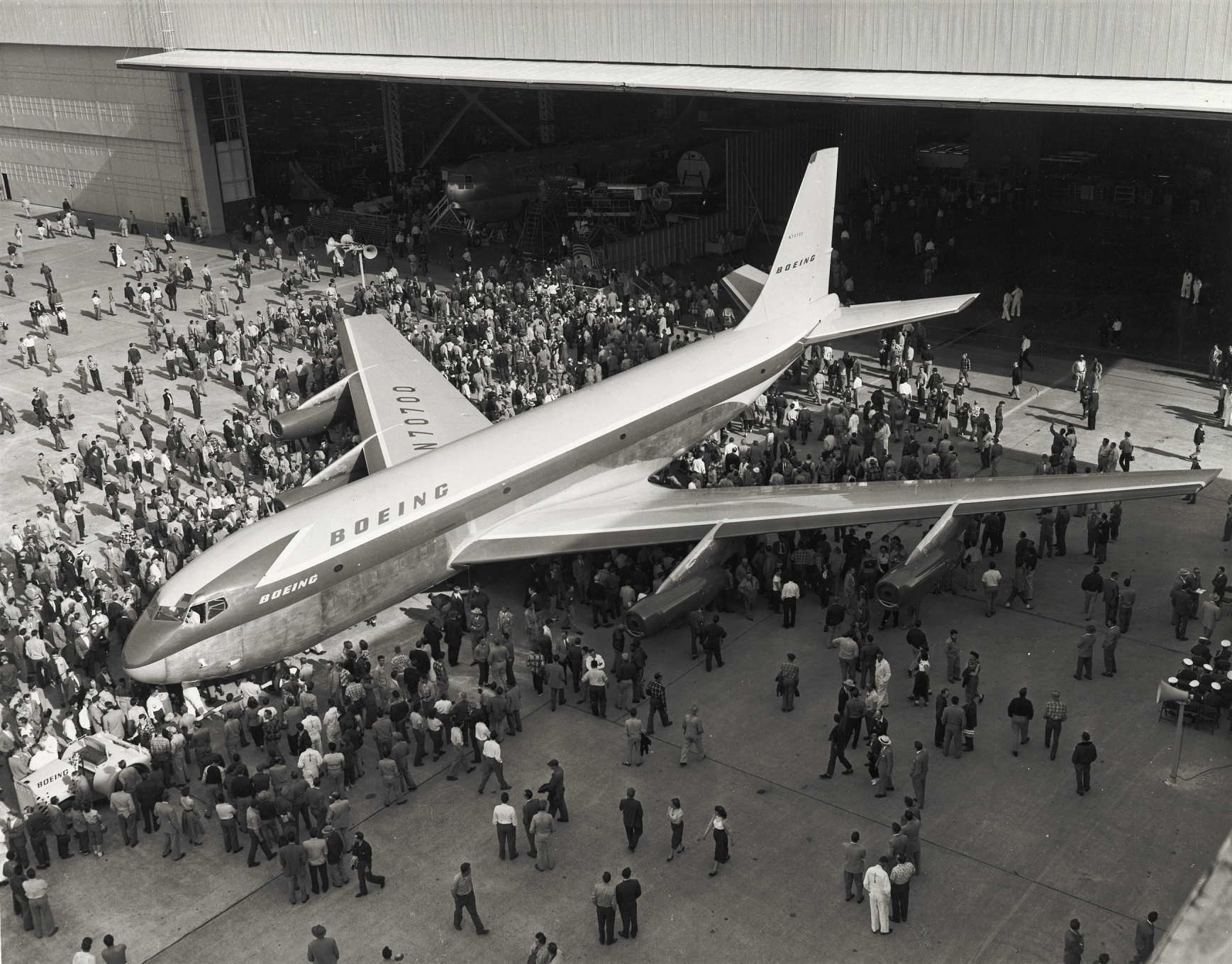

Il Boeing 367-80, noto semplicemente come Dash 80, è un prototipo di velivolo quadrigetto costruito dall'azienda statunitense Boeing, per dimostrare i vantaggi della propulsione a reazione per l'utilizzo nell'aviazione civile e commerciale.
È servito come base per la costruzione del KC-135 e dell'aereo di linea 707.
Il Dash 80 volò per la prima volta nel 1954, dopo meno di due anni dall'inizio della progettazione. All'epoca costò 16 milioni di dollari (pari a 149 milioni di dollari degli anni 2000). È stato costruito solo un esemplare, che è conservato ed esposto al pubblico presso l'Udvar-Hazy Center in Virginia.